# HMS Pearl (1762)
HMS Pearl (1762) — 32-пушечный фрегат 5 ранга Королевского флота. Четвёртый корабль Его величества, названный Pearl. Один из самых успешных в крейсерской роли.

## Постройка
Строился по чертежам Слейда. Среди фрегатов этого типа только часть строились на королевских верфях, остальные у частных подрядчиков. При этом Адмиралтейство стремилось сократить плановый срок с 12 месяцев до 9, но последние строящиеся корабли не укладывались даже в 12, и срок был увеличен до 15 месяцев.
Заказан 24 марта 1761 года. Заложен 6 мая 1761 года на королевской верфи в Чатеме. Название присвоено 5 ноября. Спущен на воду 23 марта 1762 года. Достроен 14 мая 1762 года.

## Служба

### Семилетняя война
Участвовал в Семилетней войне.
1762 — вошел в строй в апреле, капитан Джозеф Дин (англ. Joseph Deane); перешел в Даунс.
1763 — март, повторно введен в строй, капитан Чарльз Сакстон (англ. Charles Saxton) с HMS Magnanime.
Плимут, готовился на Ньюфаундленд. 13 мая капитан подал жалобу на то, что его мастер, Джон Бальи (англ. John Baillie), против его желания замещен мастером с HMS Culloden, и переведен с корабля пятого на корабль шестого ранга, в то время как он ожидает повышения. Капитан запрашивал, чтобы мастер остался на Pearl, с целью изучить побережье Лабрадора.
В заливе Св. Лаврентия Pearl следил за французскими силами, и наблюдал за исполнением мирного договора.

### Межвоенный период
1764 — январь, прибыл в Ковс из Кинсейла, позже перешел в Портсмут. 22 мая ушёл на Ньюфаундленд.
1766 — апрель, капитан Патрик Драммонд (англ. Patrick Drummond), Ньюфаундленд.
1768 — капитан Джон Эльфинстон; декабрь, выведен в резерв и рассчитан.
1769 — январь, повторно введен в строй, капитан Джон Гауэр (англ. John Leeveson Gower); с ноября капитан Бэзил Кис (англ. Basil Keith).
1770 — капитан Джон Рутвен (англ. John Ruthven); 24 апреля ушёл на Ньюфаундленд.
1771 — 7 мая ушёл на Ньюфаундленд; декабрь, капитан Джеймс Бремер (англ. James Bremer).
1772 — 7 мая снова ушёл на Ньюфаундленд; декабрь, малый ремонт в Портсмуте по июль 1773 года.
1773 — январь, выведен в резерв.

### Американская революционная война
Участвовал в Американской революционной войне.
1775 — ноябрь, возвращен в строй, капитан Джеймс О’Хара (англ. James O'Hara); оснащение в Портсмуте для заморской службы по февраль 1776 года.
1776 — март, капитан Томас Уилкинсон (англ. Thomas Wilkinson); 8 апреля ушёл в Северную Америку; июль-сентябрь, был при штурме Нью-Йорка; 20 декабря взял континентальный шлюп Lexington (16); капитан Уилкинсон умер в конце года, вместо него снова капитан Эльфинстон.
1777 — 7 июля взял континентальную шхуну Mosquito; декабрь, капитан Джон Линзи (англ. John Linzee).
1778 — 22 июля был при Санди Хук; 11 августа был с эскадрой лорда Хау против Д’Эстена; с эскадрой коммодора Хотэма ушёл в Вест-Индию; присутствовал при Сент-Люсии; 25 июля взял 26-пушечный Industry.
1779 — март, выведен в резерв и рассчитан; май-июль, оснащение в Плимуте для службы в Канале; введен в строй в июле, капитан Джордж Монтегю (англ. George Montagu); 14 сентября у Азорских островов взял испанский фрегат Santa Monica (32).
14 сентября, крейсируя у Западных островов, в 6 утра обнаружил к NW большой корабль, с которым к половине десятого сблизился и привел к ближнему бою. Бой продолжался до 11:30; когда противник спустил флаг, то оказался испанским фрегатом Santa Monica, 32 пушек и 292 человека, 38 из которых были убиты и 45 ранены. Pearl потерял 12 убитыми и 19 ранеными.
1780 — 8 января нападение на суда компании Каракаса; вернулся в Англию; 22 марта ушёл в Северную Америку; 30 сентября у Бермуды после длительного боя взял французский 28-пушечный корсар L’Esperance.
30 сентября, у Бермудских островов, на переходе в Америку обнаружил, и после двух часов ближнего боя, и ещё двух преследования с перестрелкой, захватил Esperance, французский фрегат, снаряженный купцами на Кап-Франсуа, назначением в Бордо. Он был вооружен 26 × 12-фунтовыми и 2 × 6-фунтовыми пушками и имел команду 173 человека. В этом бою Pearl потерял лейтенанта морской пехоты Фолка (англ. Foulke) и пять матросов убитыми. Мастер Данбар (англ. Dunbar), и ещё девять человек были ранены. Esperance был взят в Королевский флот и переименован в Clinton.
1781 — 16 марта был при мысе Генри; 10 июля взял корсар Singe; 19 августа взял континентальный 16-пушечный Senegal.
1782 — июль, по прекращении военных действий выведен в резерв и рассчитан.
1783 — январь, большой ремонт на частной верфи Wells в Ротерхайт по июнь 1784 года.
1784 — июль-август, подготовлен в отстой в Дептфорде.
1786 — июль-декабрь, оснащение в Дептфорде; возвращен в строй в августе.
1787 — 22 марта ушёл в Средиземное море.
1789 — выведен в резерв и рассчитан.
1790 — февраль, возвращен в строй, капитан Джордж Кортни (англ. George Courtnay); 9 мая ушёл в Средиземное море.
1792 — выведен в резерв и рассчитан.

### Французские революционные войны
Участвовал во Французских революционных войнах.
1793 — июнь, введен в строй, капитан Майкл (Мишель?) де Курси (англ. Michael de Courcy), Ирландия.
1795 — ноябрь, малый ремонт в Плимуте по февраль 1796 года; декабрь, выведен в резерв и рассчитан.
1796 — февраль, возвращен в строй, капитан Самуэль Баллард (англ. Samuel Ballard); крейсерство и сопровождение конвоев.
1797 — 16 апреля совместно с HMS Flora взял 24-пушечный корсар L’Incroyable.
1798 — 3 марта ушёл в Западную Африку; 24 апреля ушёл от французских фрегатов Vertu (40) и Régénérée (36); перешел на Подветренные острова; 14 октября у Антигуа взял 10-пушечный корсар Scocvola; в конце года там же взял 12-пушечный корсар L’Indépendence.
1799 — 22 октября ушёл в Средиземное море.
1800 — 9 февраля потопил 14-пушечный генуэзский полакр.
1801 — 1 июля взял малый приватир.
1802 — капитан Баллард сдал командование.

### Наполеоновские войны
Участвовал в Наполеоновских войнах.
1803 — апрель, введен в строй, лейтенант Р. Бейли (англ. R Bailey) апрель-июль, переоснащен в шлюп в Портсмуте.
1804 — лейтенант Чарльз Вуджер (англ. Charles Woodger), командовал до 1809 года.
1812 — в отстое в Портсмуте по 1814 год.
1814 — апрель-май, превращен в плавучую казарму новобранцев там же.
1825 — 19 марта переименован в Prothée.
1832 — 14 января продан на слом.